# Йоргенсманн, Тео
Тео Йоргенсманн (нем. Theo Jörgensmann; родился 29 сентября 1948, Ботроп, Северный Рейн-Вестфалия) ― немецкий джазовый и фри-джазовый кларнетист, один из крупнейших музыкантов европейского джаза второй половины XX века.

## Биография
Осваивать игру на кларнете начал достаточно поздно ― лишь в возрасте 18 лет. В 1969―1972 он брал частные уроки у одного из преподавателей Академии музыки в Эссене. Йоргенсманн подрабатывал ассистентом в химической лаборатории, затем служил в немецкой армии, некоторое время изучал социальную педагогику и работал с детьми-инвалидами, однако в 1975 принял решение окончательно связать свою жизнь с музыкой. С 1975 по 1977 он возглавляет джазовую группу «Clarinet Contrast», состоявшую почти исключительно из кларнетистов: помимо самого Йоргенсманна, в ней играли Перри Робинсон, Ганс Кумпф, Бернд Конрад и Михель Пильц. В конце 1970-х Йоргенсманн делает свои первые записи, с этого же времени он участвует в различных джазовых фестивалях и сотрудничает с Джоном Фишером, Францем Когльманном, Виллемом ван Маненом, Андреа Чентаццо и другими известными музыкантами. Йоргенсманн также руководил квартетом кларнетов «CL 4» и ансамблем «Grubenklangorchester», одним из основателей которого был сам. В 1987 Кристоф Хюбнер снял о музыканте документальный фильм. С 1983 по 1993 Йоргенсманн вёл классы кларнета и духового ансамбля в Дуйсбургском университете.

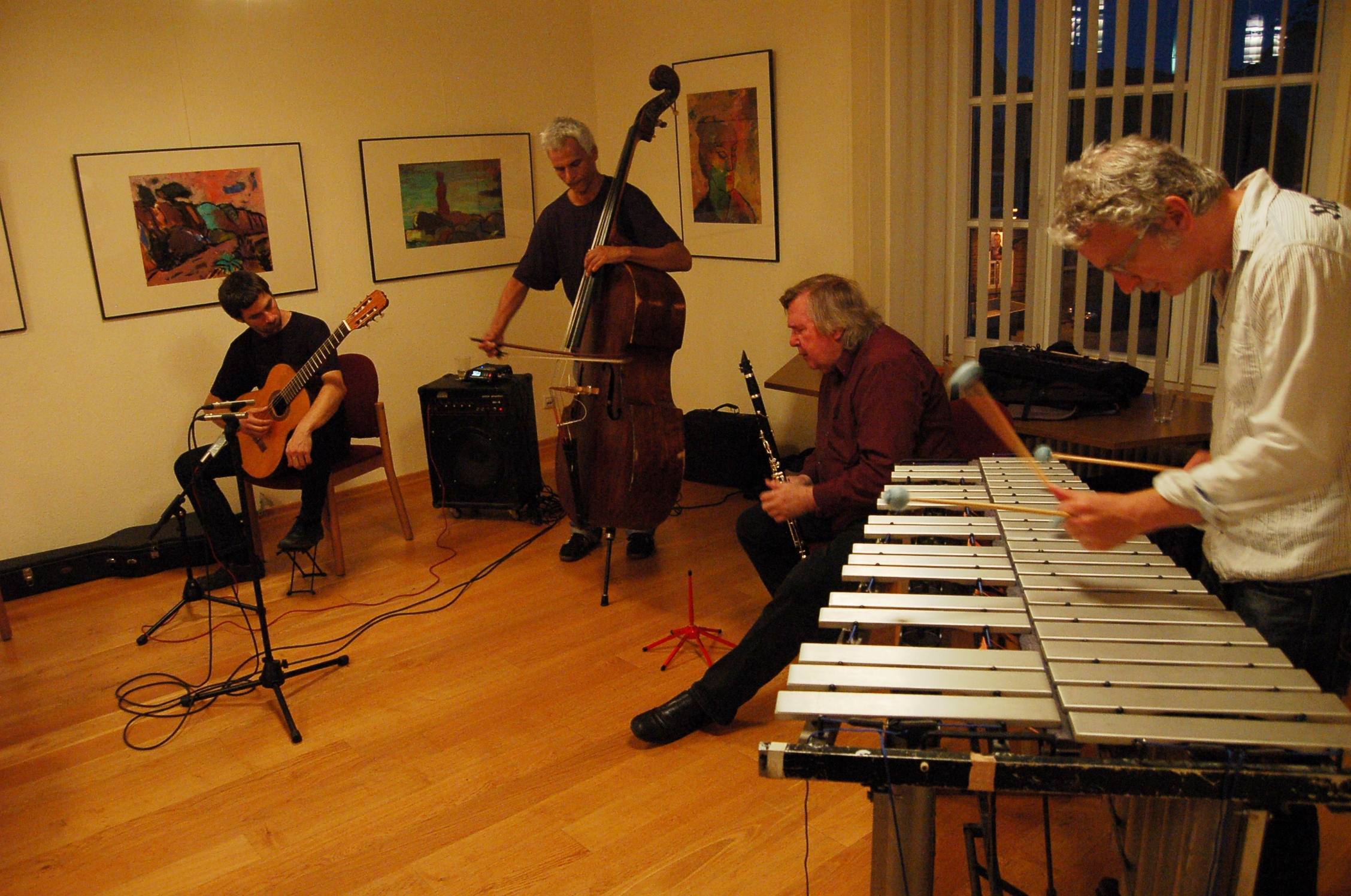
Тео Йоргенсманн Freedom Trio c Кристофер Делл; 2011

Новый этап в творчестве музыканта начался в 1997 году, когда он основал новый Квартет Тео Йоргенсманна. Этот коллектив с большим успехом гастролировал по Европе и США, в 1999 и 2003 выступал на крупнейшем джазовом фестивале в Монреале. С 2003 он играет в ансамбле с братьями Олеш (контрабас и ударные), а с 2009 ― в дуэте с Эрнстом Ульрихом Дойкером, играющим на контрабасовом кларнете. Йоргенсманн также ведёт активную сольную карьеру, играя как на обычном кларнете, так и на бассет-кларнете ― инструменте с расширенным диапазоном.